# Rod (vojska)
Rodovi su dijelovi oružanih snaga koji imaju istorodno temeljno naoružanje i vojnu opremu, poseban ustroj i obuku, te način uporabe u borbi.

## Podjela vojnih rodova
Borbeni rodovi koji su nositelji oružane borbe:
- pješaštvo,
- topništvo,
- protuzračna obrana,
- oklopništvo,
- ratno zrakoplovstvo,
- ratna mornarica i
- konjaništvo (povijesni rod).

Rodovi borbene potpore koji sudjeluju u oružanoj borbi:
- inženjerija,
- veza,
- NBKO (nuklearno biološko kemijska obrana),
- motrenje i navođenje,
- vojna policija.

## Službe potpore
Službe potpore osiguravaju uvjete za rad i borbena djelovanja. Mogu biti: tehnička, intendantska, zdravstvena, prometna, graditeljska.

## Specijalnosti
Unutar rodova i službi oružanih snaga postoje specijalnosti. Specijalnosti mogu biti sljedeće:
- u pješaštvu: opća, streljačka, izvidnička, minobacačka, protuoklopna,
- u topništvu: opća, topnička, haubička, raketna, računateljska, topografska, meteorološka, radarska, izvidnička,
- u protuzračnoj obrani: opća, topnička PZO, radarsko-računateljska, raketni sustav PZO,
- u oklopništvu: opća, tenkovska, mehanizirana, oklopno-izvidnička,
- u inženjeriji: opća, pionirska, pontonirska, amfibijska, mosna, inženjerijsko-strojarska,
- u vezi: opća, radio, telekomunikacijska, kriptološka, elektroničko djelovanje,
- u NBKO: opća, izvidnička NBKO, dekontaminacijska, laboratorijska,
- u zrakoplovstvu: opća, pilotska, kontrola leta,
- u pomorstvu: opća, topničko-raketna, podmorničko-protupodmornička, minska-protuminska,
- u motrenju i navođenju: opća, radarska, računateljska, operatorsko-motriteljska,
- u vojnoj policiji: opća, kriminalistička, antiteroristička, prometna.

## Vojne struke
Struke su dijelovi oružanih snaga namijenjeni pružanju potpore u područjima nevojnih poslova. U struke spadaju pravna, financijska, informatička, geodetska, glazbena (vojni orkestri i klape), psihološka (vojna psihologija), dušobrižništvo i dr.

## Poveznice
- Grane oružanih snaga